# Roger Viel (rugby à XV)
Ne doit pas être confondu avec Roger Viel (athlétisme).
Pour les articles homonymes, voir Viel.
Pas d'image ? Cliquez ici

a Compétitions nationales et continentales officielles uniquement.

Roger Viel, né le 1er juin 1949 à Rieux (aujourd'hui Rieux-Volvestre) (Haute-Garonne) et mort le 22 décembre 2005 à Merville (Haute-Garonne, est un joueur français de rugby à XV, qui a notamment joué avec le SC Graulhet et le Stade toulousain.
Un certain Albert Cigagna lui succédera au poste de numéro 8.

## Biographie
Roger Viel a évolué dans les équipes de Saint-Girons et Saint-Gaudens avant de finir sa carrière au club de Blagnac, en banlieue de Toulouse, dont il a été le président. 
Surnommé « Monsieur Roger », l'ex-numéro 8 du Stade toulousain, également joueur de poker, a été mis en cause par un ancien partenaire de jeu en 1992. Mis en examen dans cette affaire pour coups et blessures volontaires, extorsion de fonds et vol, il a alors été écroué à Toulouse avant d'être innocenté fin 1995. En 1998, la Commission nationale d'indemnisation pour la détention provisoire lui avait accordé une indemnité de 100 000 francs.
Il est retrouvé mort le jeudi 22 décembre 2005 vers 22 h 30 au bord d'une route reliant Merville à Aussonne, dans un fossé, dans des circonstances encore troubles. Il était âgé de 56 ans. « L'autopsie confirme que le décès est d'origine cardiaque mais les violences ne sont néanmoins pas exclues compte tenu de certains éléments du dossier. Il vaut mieux ouvrir une information judiciaire qui permettra toutes les vérifications, qui permettra de voir s'il n'y a pas eu une altercation », a expliqué le procureur de la République de Toulouse, Paul Michel. L'information judiciaire, ouverte le 3 janvier 2006 par le parquet de Toulouse, est confiée au juge d'instruction Didier Suc.

## Carrière de joueur
- - 1972-1979 : Sporting club graulhetois
  - 1979-1982 : Stade toulousain
  - 1982- : Saint-Girons
  - Saint-Gaudens
  - 1988-1989 : SCR Blagnac
  - 1992-1993 : Toulouse UC

## Palmarès de joueur
Avec Graulhet
- Challenge Yves du Manoir :
  - Finaliste (1) : 1976
- Challenge Antoine-Béguère :
  - Finaliste (1) : 1976

Avec le Stade toulousain
- Championnat de France de première division :
  - Vice-champion (1) : 1980